# Савельев, Михаил Иванович
Михаил Иванович Савельев (12 [24] января 1896, д. Поярково, Рязанская губерния — 23 сентября 1970, Ленинград) — советский военачальник, генерал-лейтенант танковых войск (19.04.1945), Герой Советского Союза (08.09.1945). Член ВКП(б)/КПСС С 1938 года.

## Начальная биография
Михаил Иванович Савельев родился 12 (24) января 1896 года в деревне Поярково Михайловского уезда Рязанской губернии в семье крестьянина. В 1908 году окончил церковно-приходскую школу в селе Хавертово. С двенадцати лет работал в мясной лавке в Москве.

## Первая мировая война
В августе 1915 года был призван в армию и зачислен в кавалерию. В 1916 году окончил учебную команду при 2-м запасном кавалерийском полку, старший унтер-офицер. После Февральской революции был избран председателем эскадронного комитета солдатских депутатов кавалерийского полка.

## Гражданская война
После Октябрьской революции Михаил Савельев принимал участие в разоружении контрреволюционных офицеров Острогожского гарнизона и в освобождении политических заключённых из городской тюрьмы. Затем Савельев возглавил отряд по расформированию частей царской армии и по передаче военного имущества в распоряжение органов Советской власти.
В Гражданскую войну с мая 1918 года Савельев помощник командира эскадрона Московского советского конного полка, в составе которого участвовал в боях на Восточном фронте. С августа того же года проходил службу в кавалерийском полку 16-й стрелковой дивизии имени В. И. Киквидзе, красноармеец, помощник командира и командир эскадрона. Воевал на Южном фронте с белоказаками генерала Краснова в районах Камышина, станций Елань, Филоново, Поворино.
В 1919 году сражался с войсками генерала А. И. Деникина на реке Северский Донец и в районе Острогожска, затем участвовал в августовском контрнаступлении Южного фронта, в Воронежско-Касторненской операции и наступлении в Донской области, а в начале 1920 года — в наступательных операциях на ростовском направлении. С мая 1920 года командир 2-го Заамурского полка, с октября — командир 3-го кавалерийского полка 1-й Сибирской кавалерийской дивизии. За успешное командование полком Савельев в числе первых красных командиров был награждён боевым орденом Красного Знамени и почётным именным оружием.

## Межвоенный период
После войны Савельев продолжал служить в 1-й Сибирской кавалерийской дивизии, где исполнял должность помощника командира 4-го и 2-го кавалерийских полков. В августе 1922 года переведён в 7-ю Самарскую кавалерийскую дивизию, где был помощником командира и командиром 42-го Пугачёвского кавалерийского полка.
С октября 1924 года по август 1925 года учился на кавалерийских КУКС РККА, затем был направлен в 4-ю отдельную кавалерийскую бригаду на должность командира 72-го Троицкого Краснознамённого кавалерийского полка имени Степана Разина. С июля 1931 года был военруком Ленинградского физико-механического института (отраслевого вуза Ленинградского политехнического института) и Ленинградского областного Коммунистического университета.
В январе — апреле 1932 года находился на 3-месячных сборах начсостава при Ленинградских бронетанковых курсах РККА, затем назначен военруком в Институт механизации социалистического земледелия. В ВКП(б) вступил в 1938 году. С января 1939 года преподаватель тактики Военной электротехнической академии имени С. М. Буденного, с марта — начальник Ленинградского танко-технического училища, которое впоследствии было переименовано в Пушкинское танковое училище.

## Великая Отечественная война
С началом Великой Отечественной войны Савельев продолжал командовать танковым училищем.
В январе 1943 года был назначен заместителем командира 5-го механизированного корпуса. Под командованием Михаила Савельева корпус освобождал город Морозовск и станцию Тацинскую.
В 1944 году был назначен на должность заместителя командующего 6-й гвардейской танковой армии, а затем — командира 5-го гвардейского танкового корпуса в составе этой же армии. 28 января 1944 года корпус Савельева в районе посёлка Лысянка Черкасской области прорвал немецкую оборону и соединился с 20-м танковым корпусом в Звенигородке, перерезав основные тыловые пути Корсунь-Шевченковской группировки гитлеровцев.
В августе 1944 года корпус Савельева принимал участие в Ясско-Кишинёвской операции, а затем, с развитием наступления, освободил Бухарест.
20 декабря 1944 года 5-й гвардейский танковый корпус под командованием генерал-майора Савельева с марша взял словацкий город Левице, тем самым развив успешное наступление армии и всего 2-го Украинского фронта.
В 1945 году корпус Савельева брал Будапешт, Вену, Брно.
В одну из ночей оперативная группа штаба корпуса во главе с Савельевым, находившийся в одном из населённых пунктов Чехословакии, была окружена моторизованным корпусом гитлеровцев. Когда на помощь пришло подкрепление, командиры уже закончили бой и вокруг места боя догорали подбитые немецкие бронетранспортёры и танки и лежали мёртвые пехотинцы. У входа в подвал, где располагался штаб, стоял подбитый Михаилом Савельевым бронетранспортёр. В рядом находящейся церкви было заперто более 150 пленных.
9 мая 1945 года 5-й гвардейский танковый корпус первым вошёл в Прагу и помог очистить его от врагов.

### Советско-японская война
С началом советско-японской войны 5-й гвардейский танковый корпус под командованием генерал-лейтенанта Савельева начал наступление через пустыню Гоби и хребет Большой Хинган.
Корпус под командованием Савельева за пять дней преодолел расстояние от 250 до 400 километров по полному бездорожью и, дойдя до центра Маньчжурии, внезапным ударом способствовал решению командования Квантунской армии на капитуляцию.
Соединения корпуса под командованием Савельева пленили штаб 3-го японского фронта во главе с его командующим генерал-полковником Дзюном и 18-ю другими генералами, маньчжурского императора Пу И, атамана Семёнова, его заместителя Нечаева, белогвардейский контрреволюционный центр во главе с руководителем Бакшеевым.
За время советско-японской войны корпус освободил множество маньчжурских и китайских населённых пунктов, в том числе города Мукден, Дайрен и Порт-Артур.
Указом Президиума Верховного Совета СССР от 8 сентября 1945 года за образцовое выполнение боевых заданий командования на фронте борьбы с японскими милитаристами и проявленные при этом мужество и героизм генерал-лейтенанту Михаилу Ивановичу Савельеву было присвоено звание Героя Советского Союза с вручением ордена Ленина и медали «Золотая Звезда» № 6399.
За время двух войн Савельев был 12 раз упомянут в благодарственных в приказах Верховного Главнокомандующего.

## Послевоенная карьера

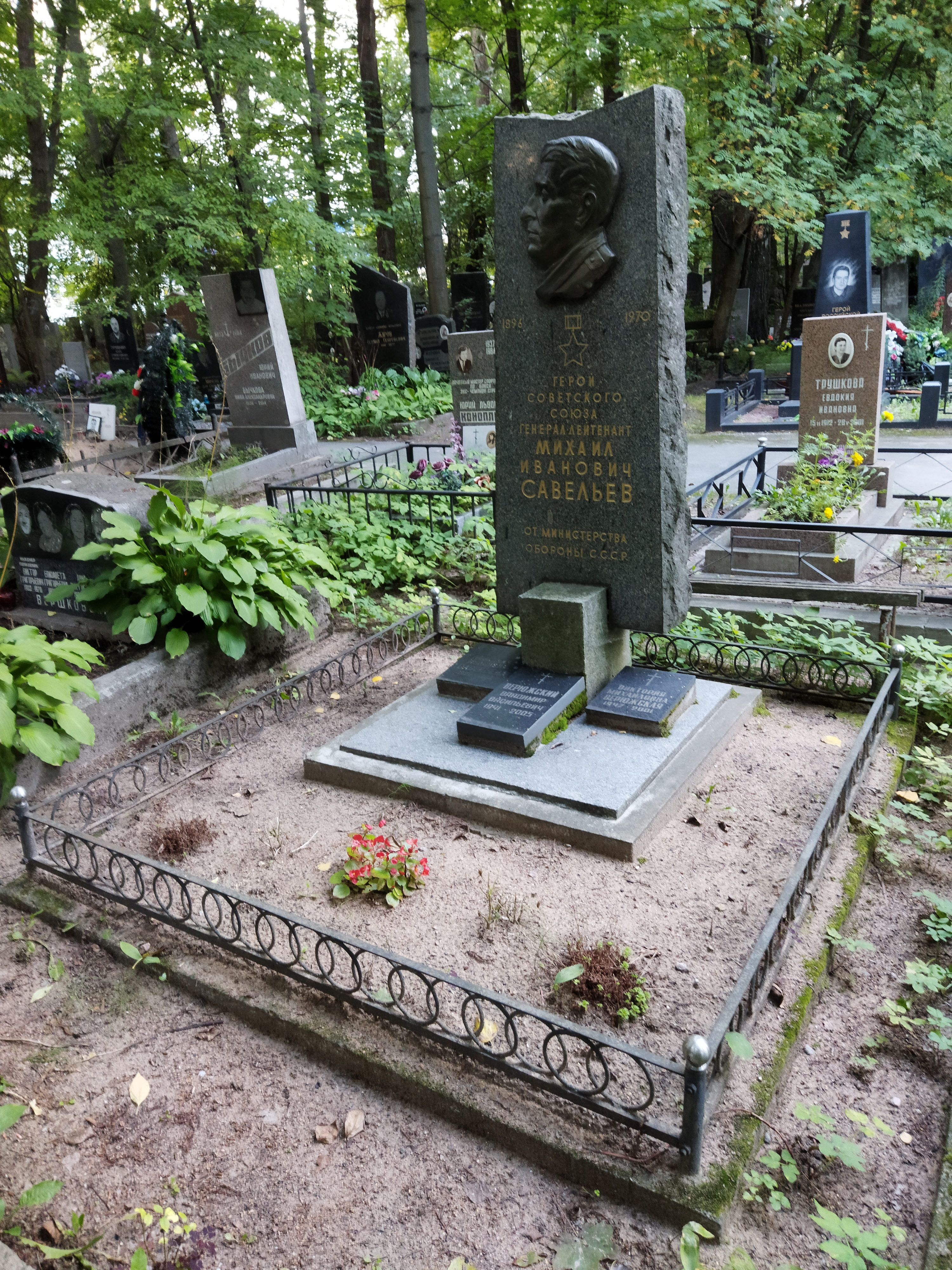
Могила М. И. Савельева на Большеохтинском кладбище в Санкт-Петербурге

После Победы продолжил службу в Советской Армии. С марта 1946 по август 1947 года — заместитель командующего 6-й гвардейской механизированной армией Забайкальского военного округа. В 1950 году Михаил Савельев окончил Высшие академические курсы при Высшей военной академии имени К. Е. Ворошилова. С июня 1950 по апрель 1951 — первый заместитель командующего 7-й механизированной армией.
В 1961 году генерал-лейтенант Савельев ушёл в отставку. После отставки Михаил Савельев жил в Ленинграде, где и умер 23 сентября 1970 года. Савельев был похоронен на Большеохтинском кладбище.

## Награды и почётные звания
- Медаль «Золотая Звезда» (08.09.1945);
- два ордена Ленина (21.02.1945[4], 08.09.1945);
- четыре ордена Красного Знамени (1922, 05.07.1944, 03.11.1944[4], 20.06.1949[4]);
- орден Суворова 1-й степени (28.04.1945);
- два ордена Суворова 2-й степени (25.08.1944, 13.09.1944);
- орден Отечественной войны 1-й степени (15.12.1943);
- два ордена Красной Звезды (15.01.1943, 28.10.1967[5]);
- медали;
- иностранные награды;
- почётный гражданин города Прага.